# Forever Is the World
Forever Is the World är det sjunde studioalbumet med det norska metal-bandet Theatre of Tragedy. Albumet utgavs 2009 av skivbolaget AFM Records.

## Låtlista
1. "Hide and Seek" – 5:24
2. "A Nine Days Wonder" – 5:17
3. "Revolution" – 4:09
4. "Transition" – 4:59
5. "Hollow" – 6:10
6. "Astray" – 3:42
7. "Frozen" – 5:20
8. "Illusions" – 4:45
9. "Deadland" – 4:40
10. "Forever Is the World" – 4:40

- Text och musik: Theatre of Tragedy (spår 2, 4–6, 8–10), Theatre of Tragedy/Kristian Sigland (spår 1, 3, 7)

## Medverkande
Musiker (Theatre of Tragedy-medlemmar)
- Raymond Istvàn Rohonyi – sång
- Nell Sigland – sång
- Frank Claussen – gitarr
- Hein Frode Hansen – trummor
- Lorentz Aspen – synthesizer, piano
- Vegard K. Thorsen – gitarr

Bidragande musiker
- Magnus Westgaard – basgitarr

Produktion
- Alexander Møklebust – producent, ljudtekniker, ljudmix
- Theatre of Tragedy – producent
- Mads Størkersen – ljudtekniker
- Aleksander Nyhus – ljudtekniker
- Björn Engelmann – mastering
- Pzy-clone (Amund Svensson) – trumprogrammering, stråkarrangemang
- Secdoover – omslagsdesign
- Thomas Ewerhard – omslagskonst
- Fredrik Ringe – foto